# 小行星5615
小行星5615（英語：5615 Iskander）是一颗围绕太阳公转的小行星。1983年8月4日，柳德米拉·卡拉季奇在克里米亚发现了此天体。
这颗小行星的绝对星等为120.5506244684074等。